# Sibirocosa sibirica
Sibirocosa sibirica är en spindelart som först beskrevs av Kulczynski 1908.  Sibirocosa sibirica ingår i släktet Sibirocosa och familjen vargspindlar. Inga underarter finns listade i Catalogue of Life.